# 큰곰자리 47 d

큰곰자리 47 행성계 구성원들의 공전 궤도. d는 가장 바깥쪽을 돌고 있다.

큰곰자리 47 d는 지구로부터 큰곰자리 방향으로 약 46광년 떨어져 있는 외계 행성이다. 이 행성은 어머니 항성 큰곰자리 47을 긴 공전 주기에 걸쳐 돌고 있다. d는 큰곰자리 47 발견된 행성계 구성원 중 가장 별로부터 멀리 떨어져 있다. d가 별을 1회 도는 데 걸리는 시간은 38년이며(이는 도플러 효과를 이용하여 발견된 외계 행성들 중 가장 큰 값이다) 최소 질량은 목성의 1.64배이다. 2010년 3월 베이지언 케플러 주기도를 통해 이 행성의 존재가 입증되었다.